# پائول لارودی
پائول لارودی (انگلیسی: Paul Larudee) فعال حقوق بشر آمریکایی ایرانی‌تبار است. وی که کمتر از یک سال پس از تولد در ایران به آمریکا مهاجرت کرد، در حال حاضر یکی از سردمداران جنبش‌های ضداسرائیلی و طرفدار فلسطین در آمریکا است. او استاد زبان‌شناسی دانشگاه کالیفرنیا است. او عضو جنبش اتحاد جهانی علیه جنایات اسرائیل بوده و همچنین بنیان‌گذار جنبش‌های «غزه آزاد» و «فلسطین آزاد» در آمریکا بوده‌است.
لارودی ۱۴ سال در کشورهای عربی زندگی کرده و مدتی نیز مسئولیت مستشاری آمریکا در عربستان سعودی را به‌عهده داشته‌است. کنار فعالیت‌های سیاسی و اجتماعی و دانشگاهی، او حتی به‌عنوان یک نوازنده و استاد پیانو نیز شناخته می‌شود. او اکنون شرکتی مطرح در ساخت پیانو را هدایت می‌کند.
لارودی از کمپین انزوا، عدم سرمایه‌گذاری و تحریم فرهنگی ــ اقتصادی اسرائیل حمایت کرده و دیگران را نیز برای حمایت از این طرح بارها تشویق کرده‌است. او معتقد است که اسرائیل برنامه‌ای را هدایت می‌کند که نتیجه آن فقط جنایت علیه فلسطینیان است. او همچنین معتقد است که اسرائیل زمین فلسطینیان را مصادره کرده و شهرهای فلسطینی را به اردوگاه اسرا تبدیل کرده‌است.